# Provincie Kózuke

Mapa japonských provincií se zvýrazněnou provincií Kózuke

Provincie Kózuke (japonsky: 上野国; Kózuke no kuni), také nazývaná Džóšú (上州), byla stará japonská provincie rozkládající se v oblasti Tósandó na ostrově Honšú na území, které je dnes součástí prefektury Gunma. Kózoke sousedila s provinciemi Ečigo, Mucu, Musaši, Šimocuke a Šinano.
Staré hlavní město provincie leželo poblíž dnešního města Maebaši. Během období Sengoku byla Kózuke ovládána střídavě Šingenem Takedou, Kenšinem Uesugim, klanem Hódžó a Iejasuem Tokugawou. Důležitým hradním městem bylo Takasaki poblíž Maebaši.